# Kastriot Çaushi
Kastriot Çaushi (ur. 14 czerwca 1954 w Tepelenie) – albański aktor. 

## Życiorys
Syn Namika i Nezahet. W 1976 ukończył studia na wydziale aktorskim Instytutu Sztuk w Tiranie. Po studiach występował w Teatrze Skampa w Elbasanie. W 1982 rozpoczął pracę jako wykładowca sztuki aktorskiej w Instytucie Sztuk, uzyskując z czasem tytuł profesora. W latach 1997–2007 sprawował funkcję rektora uczelni, następnie funkcję dziekana wydziału aktorskiego, a od 2016 ponownie powrócił na fotel rektora uczelni. Napisał dwa podręczniki sztuki aktorskiej.
Na dużym ekranie zadebiutował w 1978 rolą Fatmira w filmie Nusja dhe shtetërrethimi. Potem zagrał jeszcze w 17 filmach fabularnych. Za role: Vasila Laçiego w filmie Plumba Perandorit i Kujtima Stefiego w filmie Qortimet e vjeshtës zdobywał nagrody aktorskie na Festiwalach Filmów Albańskich w Tiranie.
Wyróżniony tytułem Wielkiego Mistrza (Mjeshter i Madh). Jest żonaty (żona Valbona), ma dwoje dzieci (Fiona i Eros).

## Role filmowe
- 1978: Nusja dhe shtetërrethimi jako Fatmir
- 1979: Radiostacioni jako partyzant
- 1979: Liri a vdekje jako Hajredin Tremishti
- 1980: Mëngjeze të reja jako komisarz Agron
- 1980: Plumba Perandorit jako Vasil Laçi
- 1981: Agimet e stinës së madhe jako Gori Muzaka
- 1981: Qortimet e vjeshtës jako Kujtim Stefi
- 1982: Besa e kuqe jako Kelmend
- 1983: Apasionata jako Artur
- 1984: Shirat e vjeshtës jako inżynier Ilir
- 1984: Vendimi jako Kujtim
- 1986: Tri ditë nga një jetë jako scenarzysta
- 1988: Flutura në kabinën time jako narzeczony Flutury
- 1990: Ngjyrat e moshës jako Kristaq
- 1994: Përdhunuesit
- 1995: Dashuria e fundit jako Lionel Istmaku
- 2003: Lule të kuqe, lule të zeza jako Alfonso
- 2008: Dhimbja e dashurise jako profesor
- 2012: Në kërkim te kujt jako Almir Bali
- 2012: Pa shprese jako samotny ojciec
- 2015: Sex, Përrallë dhe Celular jako bankier
- 2018: An Expat's Tale jako ambasador
- 2021: Dwa lwy jadą do Wenecji jako Kaçi
- 2021: H.O.T. Human of TIRANA (serial telewizyjny)

## Publikacje
- 2001: Aktori, roli, figura (wspólnie z Petritem Malajem)